# Neil Simon
Marvin Neil Simon (New York, 4 luglio 1927 – New York, 26 agosto 2018) è stato un drammaturgo e sceneggiatore statunitense.

## Biografia
Le sue opere vengono tradotte e rappresentate in tutto il mondo, facendo di lui uno dei commediografi più rappresentati.
Ha iniziato la sua carriera come autore televisivo ed ha al suo attivo più di 40 commedie rappresentate a Broadway sin dal 1961, che vanno dalle commedie umoristiche degli anni sessanta (A piedi nudi nel parco, La strana coppia, Appartamento al Plaza) ai lavori più introspettivi e autobiografici degli anni settanta e ottanta (Il prigioniero della Seconda Strada, Capitolo secondo, Biloxi Blues, Risate al 23º piano).
Ha scritto inoltre numerosi libretti di opere musicali e sceneggiature cinematografiche e ha dato voce con le sue opere alla cosiddetta classe media americana, dipingendo i suoi personaggi come uomini-medi spesso insicuri e paurosi, attraverso intrecci di sicuro effetto comico e brillante.
Si è sposato 4 volte: la seconda moglie è stata l'attrice Marsha Mason, spesso protagonista delle sue commedie e dei film di cui ha scritto la sceneggiatura. Anche Elaine Joyce, l'ultima moglie, è un'attrice conosciuta.
È morto il 26 agosto 2018 a causa delle complicazioni di una polmonite, all'età di 91 anni.

## Opere teatrali
- Come Blow Your Horn (Alle donne ci penso io, 1961) (anche film omonimo, 1967)
- Little Me (1962)
- Barefoot in the Park (A piedi nudi nel parco, 1963) (anche film omonimo, 1967)
- The Odd Couple (La strana coppia, 1965) (anche film omonimo, 1968)
- Sweet Charity (1966) (musical) (anche film omonimo, 1969)
- The Star-Spangled Girl (Andy e Norman, 1966)
- Plaza Suite (Appartamento al Plaza, 1968) (anche film omonimo, 1971)
- Promises, Promises (1968) (musical tratto dal film L'appartamento, 1960)
- Last of the Red Hot Lovers (L'ultimo degli amanti infuocati, 1969) (anche film omonimo, 1972)
- The Gingerbread Lady (1970) (poi riadattata nel film Solo quando rido, 1981)
- The Prisoner of Second Avenue (Prigioniero della seconda strada, 1971) (anche film omonimo, 1975)
- The Sunshine Boys (I ragazzi irresistibili, 1972) (anche film omonimo), 1975)
- The Good Doctor (1973)
- God's Favorite (1974)
- California Suite (1976) (anche film omonimo, 1978)
- Chapter Two (Capitolo secondo, 1977) (anche film omonimo, 1979)
- They're Playing Our Song (Stanno suonando la nostra canzone, 1979)
- I Ought to Be in Pictures (Quel giardino di aranci fatti in casa, 1980) (anche film omonimo, 1982)
- Fools (1981)
- Brighton Beach Memoirs (1983) (anche film omonimo, 1986)
- Biloxi Blues (1985) (anche film omonimo, 1988)
- Broadway Bound (1986)
- The Female Odd Couple (1985) (riscrittura di The Odd Couple)
- Rumors 1988
- Lost in Yonkers (1991) (anche film omonimo, 1993)
- Jake's Women (1992)
- The Goodbye Girl (1993) (musical da un film omonimo precedente)
- Laughter on the 23rd Floor (Risate al 23º piano, 1995)
- London Suite (Appartamento a Londra, 1995)
- Proposals (1997)
- The Dinner Party (Cena a sorpresa, 2000)
- 45 Seconds from Broadway (45 secondi a Broadway, 2001)
- Oscar and Felix: A New Look at the Odd Couple (2002) (riscrittura di The Odd Couple)
- Rose's Dilemma (Fantasma d'amore, 2003)

## Altre sceneggiature
- Caccia alla volpe (1966)
- Un provinciale a New York (The Out-of-Towners, 1970)
- Amiamoci così, belle signore (Last of the Red Hot Lovers, 1972)
- Il rompicuori (The Heartbreak Kid, 1972)
- Invito a cena con delitto (Murder by Death, 1976)
- Goodbye amore mio! (The Goodbye Girl, 1977) (poi musical in teatro nel 1993)
- A proposito di omicidi... (The Cheap Detective, 1978)
- Bastano tre per fare una coppia (Seems Like Old Times, 1980)
- Per fortuna c'è un ladro in famiglia (Max Dugan Returns, 1983)
- Anime gemelle (The Lonely Guy, 1984)
- La moglie del campione (The Slugger's Wife, 1985)
- Bella, bionda... e dice sempre sì (The Marrying Man, 1991)
- La strana coppia II (The Odd Couple II, 1998)

## Altre opere letterarie
- Neil Simon, Rewrites: A Memoir (1996), trad. Fabio Paracchini, Milano: Excelsior 1881, 2007 ISBN 978-88-6158-034-3
- Neil Simon, The Play Goes On: A Memoir, New York: Simon & Schuster, 1999